# تروهارت (ویرجینیا)
تروهارت، ویرجینیا (به انگلیسی: Truhart, Virginia) یک محدوده ثبت‌نشده در ایالات متحده آمریکا است که در شهرستان کینگ و کوین ایالت ویرجینیا واقع شده‌است.